# (36262) 1999 XO117
1999 XO117 (asteroide 36262) é um asteroide da cintura principal. Possui uma excentricidade de 0.00726080 e uma inclinação de 9.05046º.
Este asteroide foi descoberto no dia 5 de dezembro de 1999 por CSS em Catalina.